# Nectophrynoides pseudotornieri
Espèce
Statut de conservation UICN

 CR B1ab(iii) : 
En danger critique
Statut CITES
Nectophrynoides pseudotornieri est une espèce d'amphibiens de la famille des Bufonidae.

## Répartition
Cette espèce est endémique des monts Uluguru dans l'est de la Tanzanie. Elle se rencontre entre 1 080 et 1 345 m d'altitude sur le versant Est dans le nord du massif. Elle vit dans la forêt tropicale humide de montagne.

## Description
Le mâle holotype mesure 25,0 mm et la femelle paratype 29,0 mm

## Publication originale
- Menegon, Salvidio & Loader, 2004 : Five new species of Nectophrynoides Noble 1926 (Amphibia Anura Bufonidae) from the Eastern Arc Mountains, Tanzania. Tropical Zoology, vol. 17, p. 97-121 (texte intégral).